# El-Kseur
El-Kseur (em árabe: القصر) é uma comuna localizada na província de Bugia, no norte da Argélia. Segundo o censo de 2008, a população total da cidade era de 29 842 habitantes.